# 知床五湖

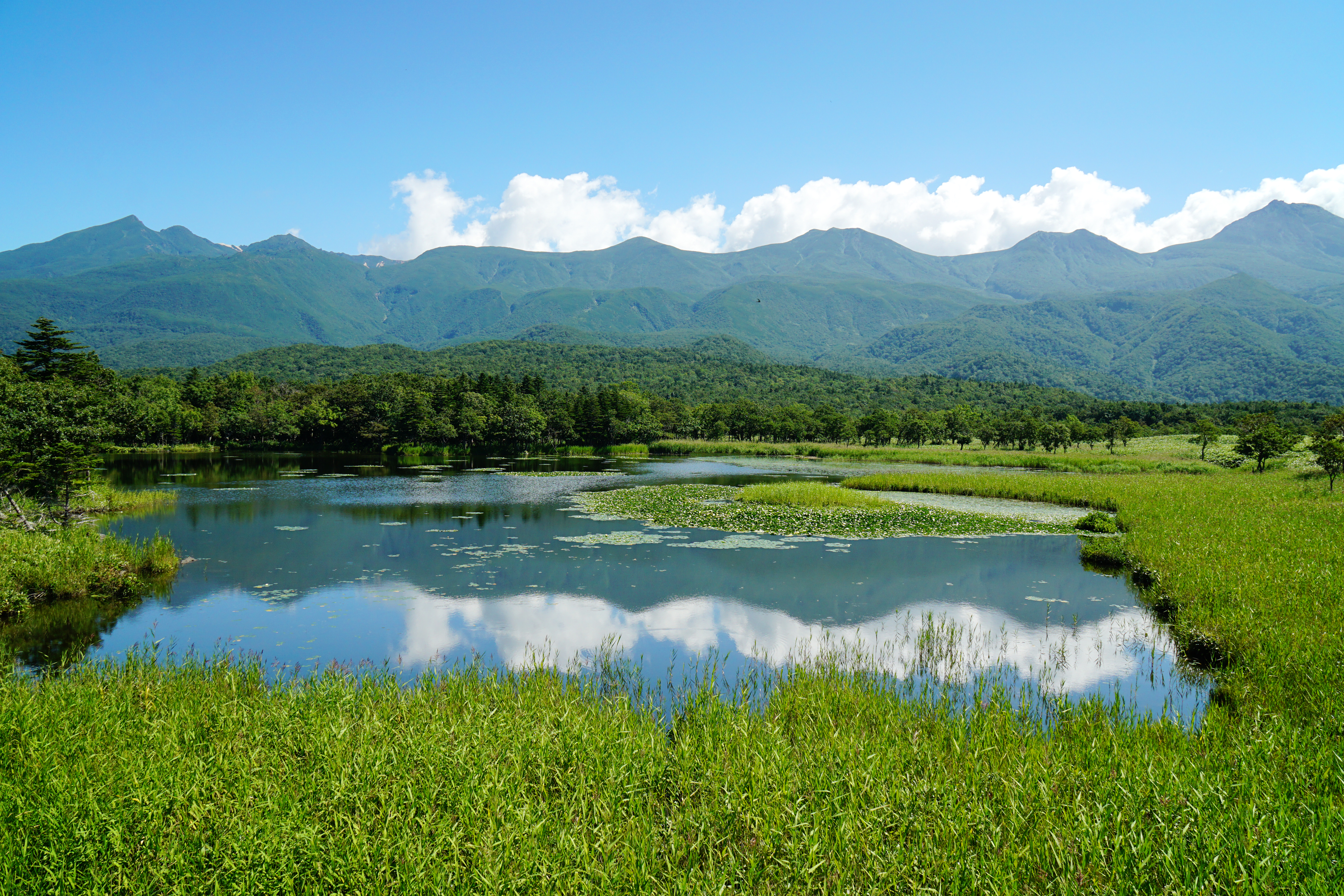
知床五湖一湖と知床連山

知床五湖（しれとこごこ）は、北海道斜里町にある湖（秘湖、沼）である。五湖とあり、一湖から五湖までの名前がついている。ただし、湿地帯にあるため融雪期には数が増える。冬季には遊歩道は通行止めになる。
知床八景の一つに数えられる観光地として、一湖を見下ろす展望台や湖を巡る遊歩道が整備されている。知床連山や原生林を水面に映す素晴らしい風景は、訪れる観光客の心をとらえて放さない。
遊歩道では、エゾリスやエゾシカなどが観察される一方、ヒグマが目撃されることもあり（後述）注意を要する。ヒグマの出没状況によっては、遊歩道の一部または全部が閉鎖される場合がある。また、夜間と冬期は閉鎖される。周辺の植生は、エゾマツやトドマツが主であるが、近年、頭数が激増したシカの食害のため天然更新が滞り、全体的な衰退傾向が危惧されている。
2011年5月10日から遊歩道の入場制限、利用者の事前レクチャーの義務付け、有料化等「利用調整地区制度」が導入されている。

## 歴史
そもそもは無名の沼であったが、1970年代後半から1990年代にかけて、地元の営林署の職員などが積極的な歩道の整備に乗り出したところ、核となる観光地がなかった知床半島の名所として、たちまち脚光を浴びることとなった。

## 利用

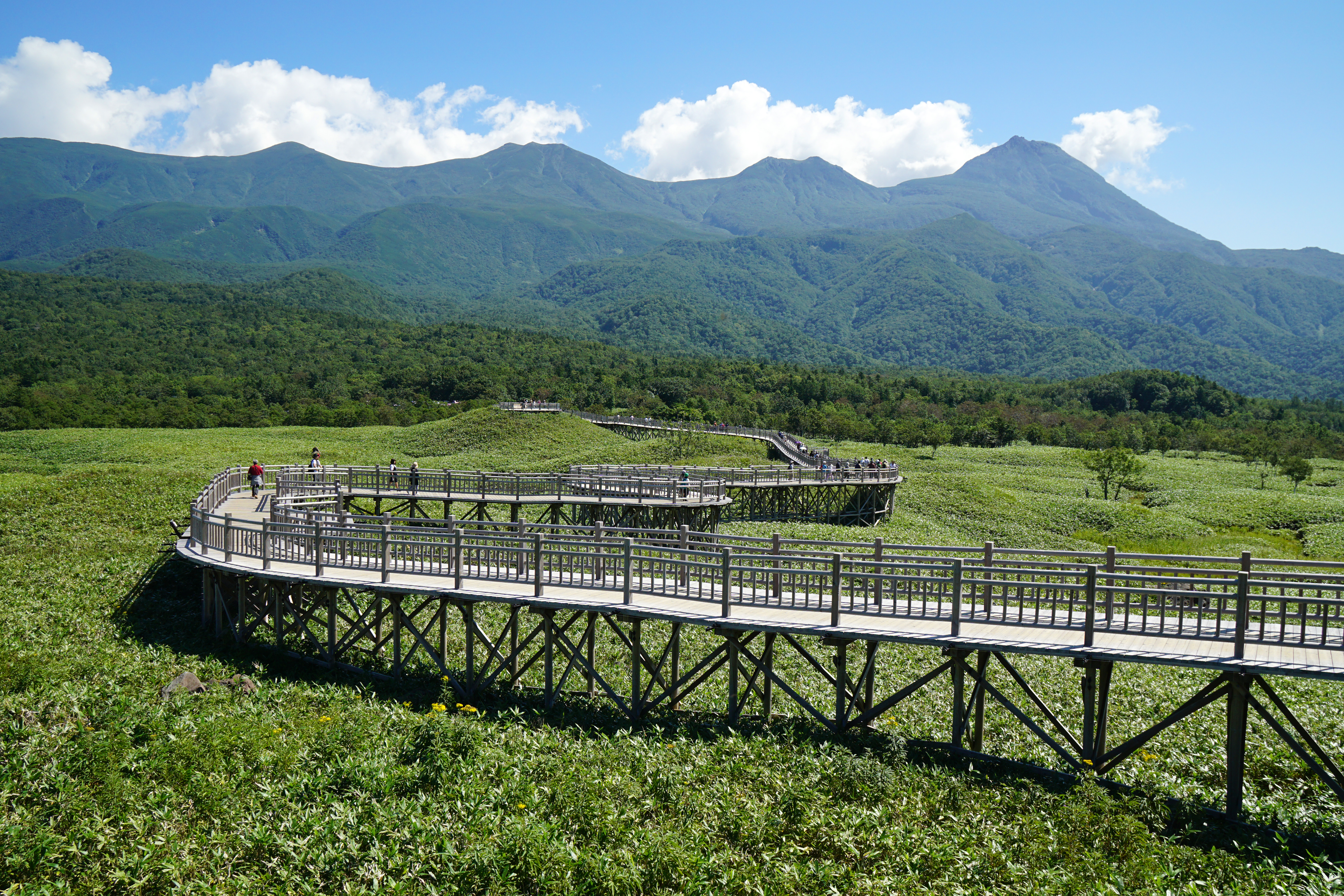
一湖近くの高架木道

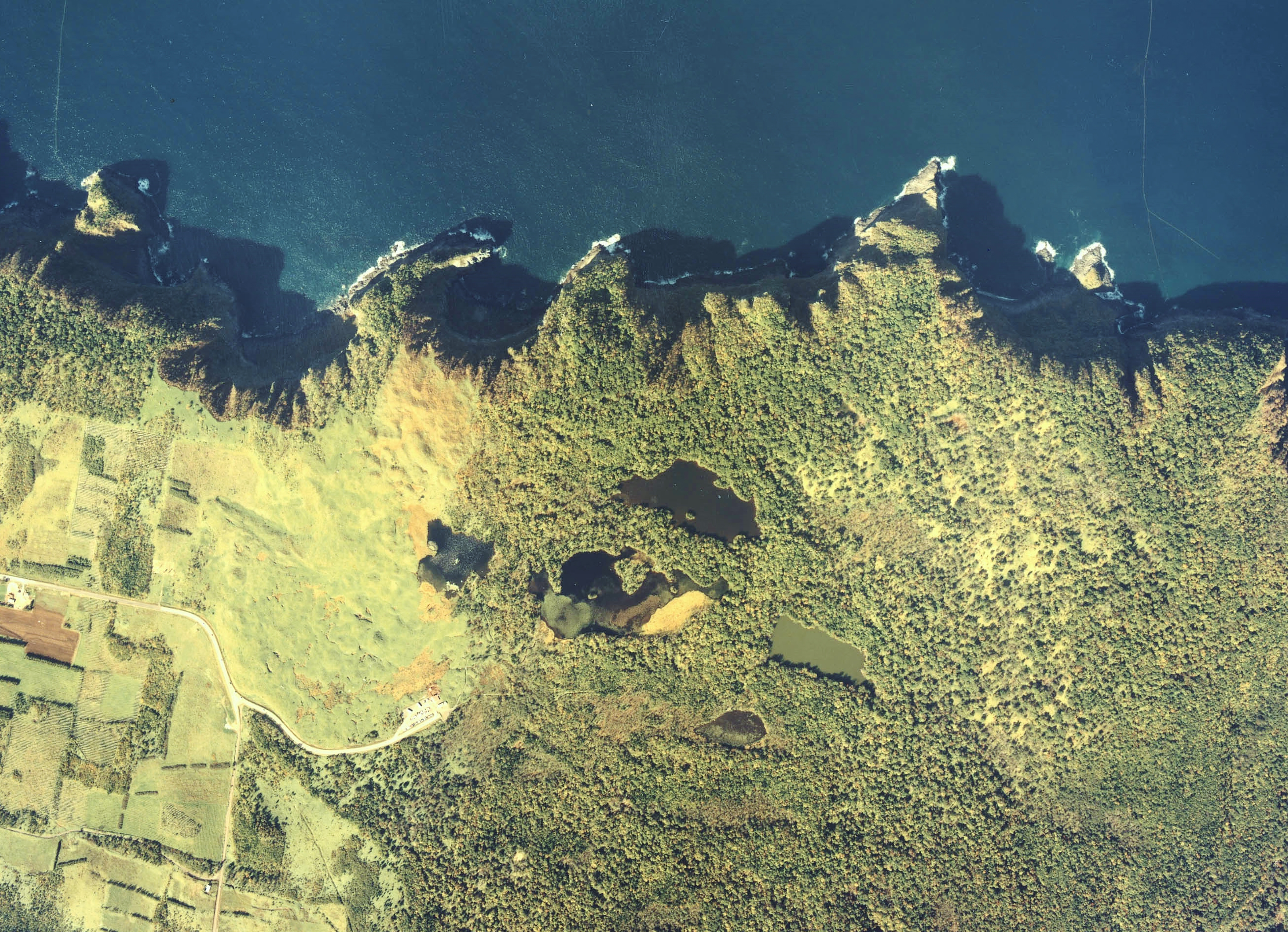
知床五湖周辺の空中写真。1978年撮影。
。

- 一湖を見渡すことができる高架木道と展望台、及び五湖を巡る遊歩道 の2つの散策ルートが整備されている。
- 高架木道・展望台の往復は約40分、遊歩道で五湖全てを回る場合は約90分、一湖・二湖だけを回る場合は40分を要する。
- ヒグマが遊歩道周辺に出没した場合には、安全が確認されるまでの期間、遊歩道の一部または全部が閉鎖される。

## ヒグマの出没と利用制限に向けた検討
知床五湖は、山間部でありヒグマの生息地の中にあるため、遊歩道付近ではヒグマが頻繁に出没する。一方で、観光客が増加するにつれ、遊歩道周辺の踏み荒らしや食べ歩き等自然環境への悪影響や事故の危険性が懸念されるようになった。2004年には、遊歩道に出没したヒグマに観光客がフラッシュを浴びせる事件（襲撃されても不思議ではない行為）が発生した。
前述のとおり、ヒグマが遊歩道周辺に出没した場合には遊歩道が閉鎖されるが、春から夏にかけては閉鎖の頻度が高く、安定した利用ができない状況ともなっており、有識者の中では、遊歩道の閉鎖期間の設定についても意見の相違が表面化しており、自然保護と観光をいかに共存させていくかが問題となっている。
こうした状況を踏まえ、安全で環境負荷の少ない利用を図るため、ヒグマ対策のための電気柵を設けた高架木道・展望台を整備し、観光客は主にそちらを利用してもらうこととする一方で、従来の五湖を巡る遊歩道については、2011年度から入場人数制限、レクチャーの義務づけ、有料化等を導入された。

## 利用調整地区制度
2011年5月10日より導入された入域制限制度。入域期限はヒグマとの遭遇確率が高くなる5月10日から7月末までの「ヒグマ活動期」と植物育成の保護を名目とした開園から5月9日まで、8月1日から10月20日までの「植生保護期」に実施。ヒグマ活動期は1日最大300人迄としガイドツアー申し込みおよびガイド同行が入域条件。植生保護期は1日3000人までとし、ガイド不要だが大人250円、12歳未満100円の立ち入り使用料を支払う。

## アクセス
- 自動車では斜里町あるいは羅臼町から国道334号、北海道道93号知床公園線、町道を経て、知床五湖駐車場まで行ける。この駐車場は2001年より有料化（2016年より一般車500円）されている。
- 自動車以外では知床斜里駅からバスが運行。所要時間は約1時間20分。

## その他
知床五湖の入り口にあたる駐車場の一角には、レストハウスがあり、コケモモを使ったソフトクリームなどが名物となっている。また、熊除けの鈴などの貸し出しも行なっている。

## ギャラリー

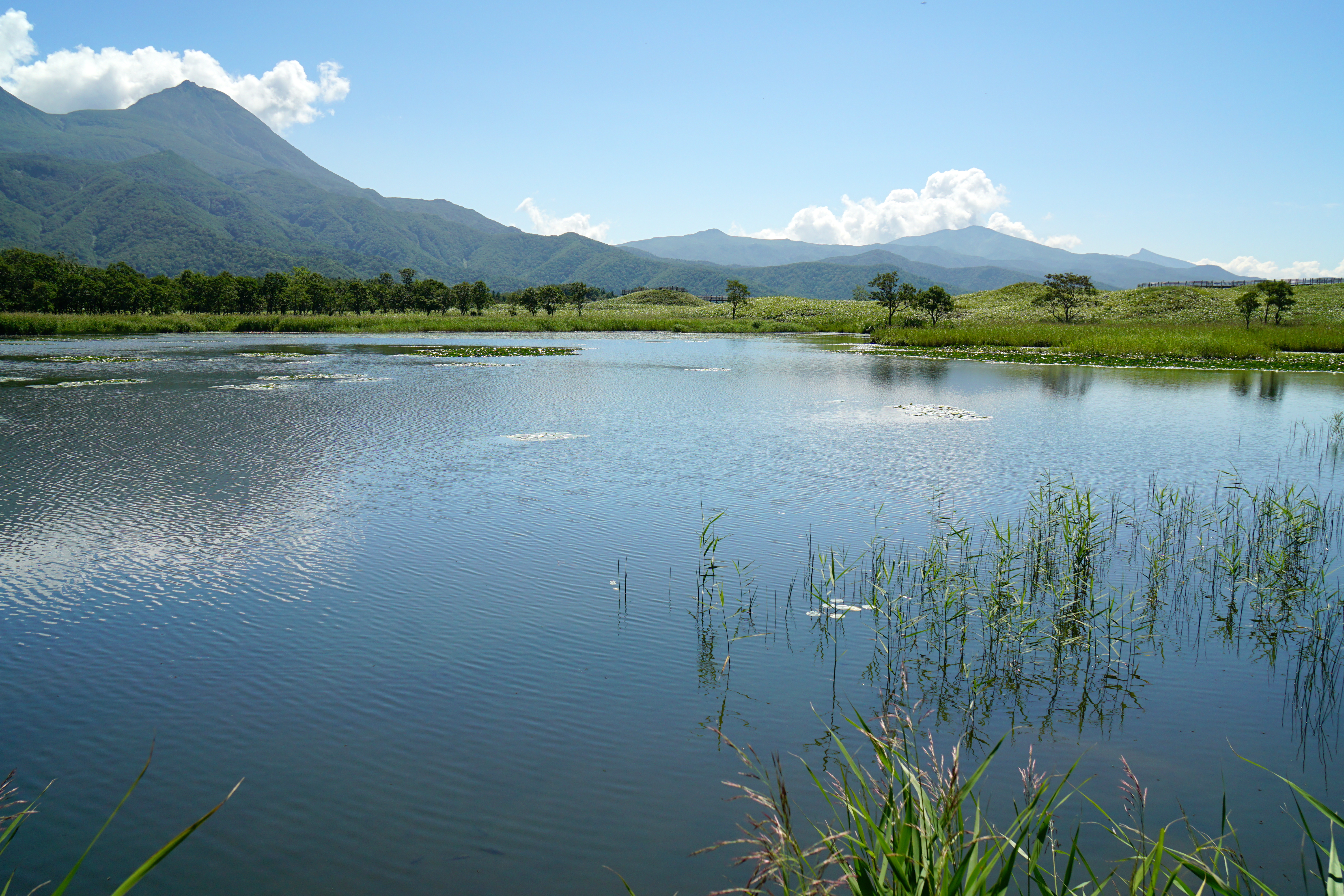
一湖
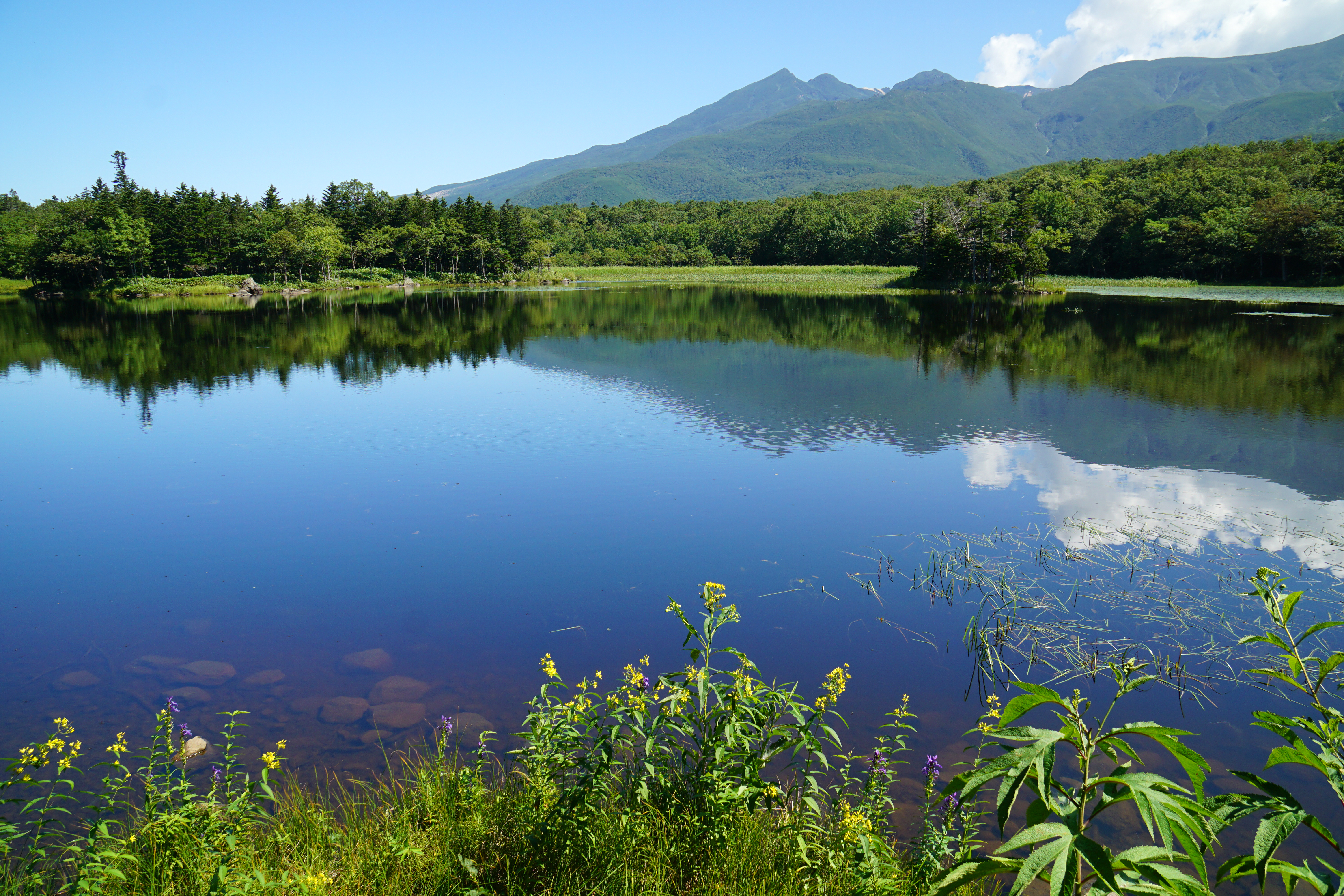
二湖
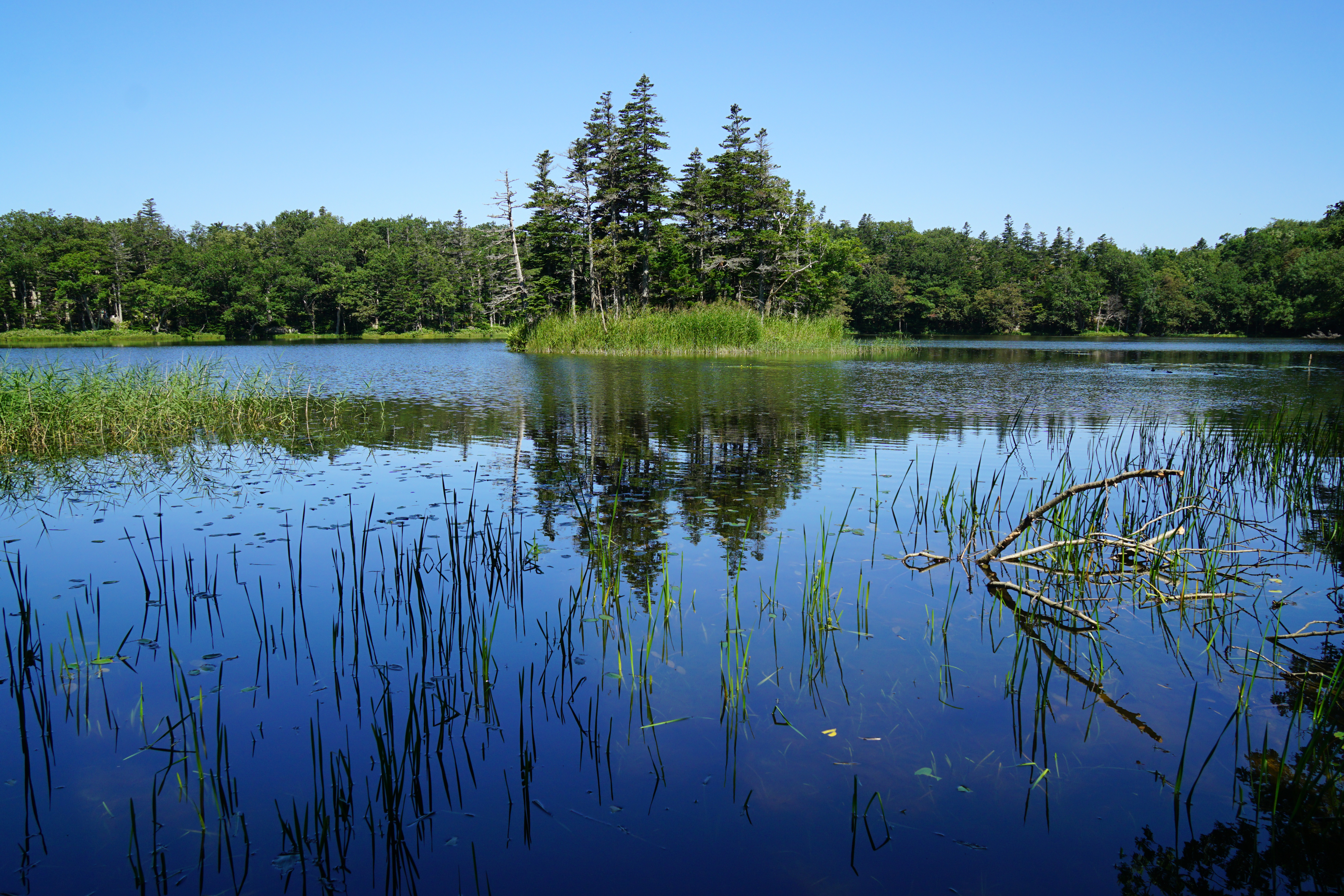
三湖
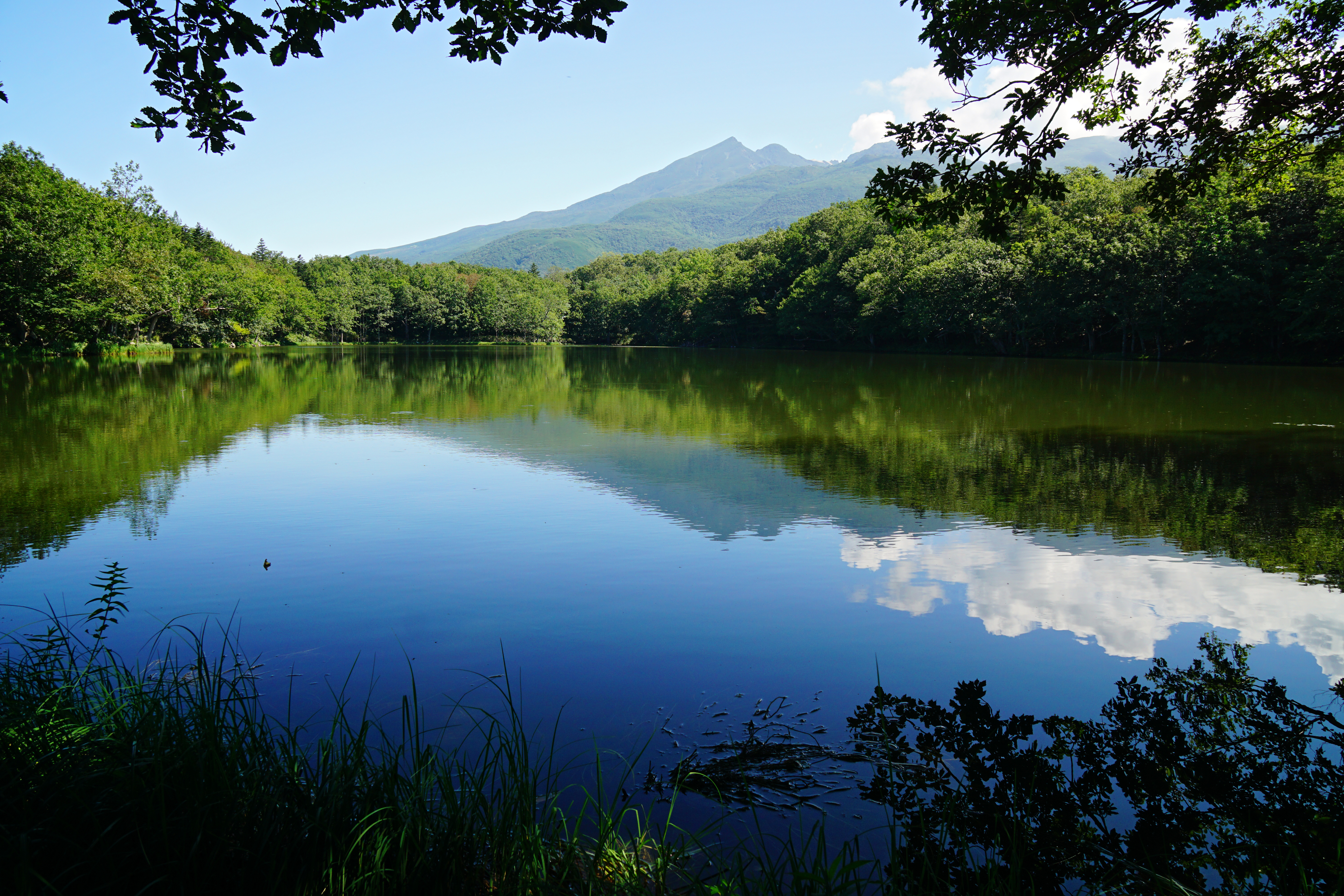
四湖
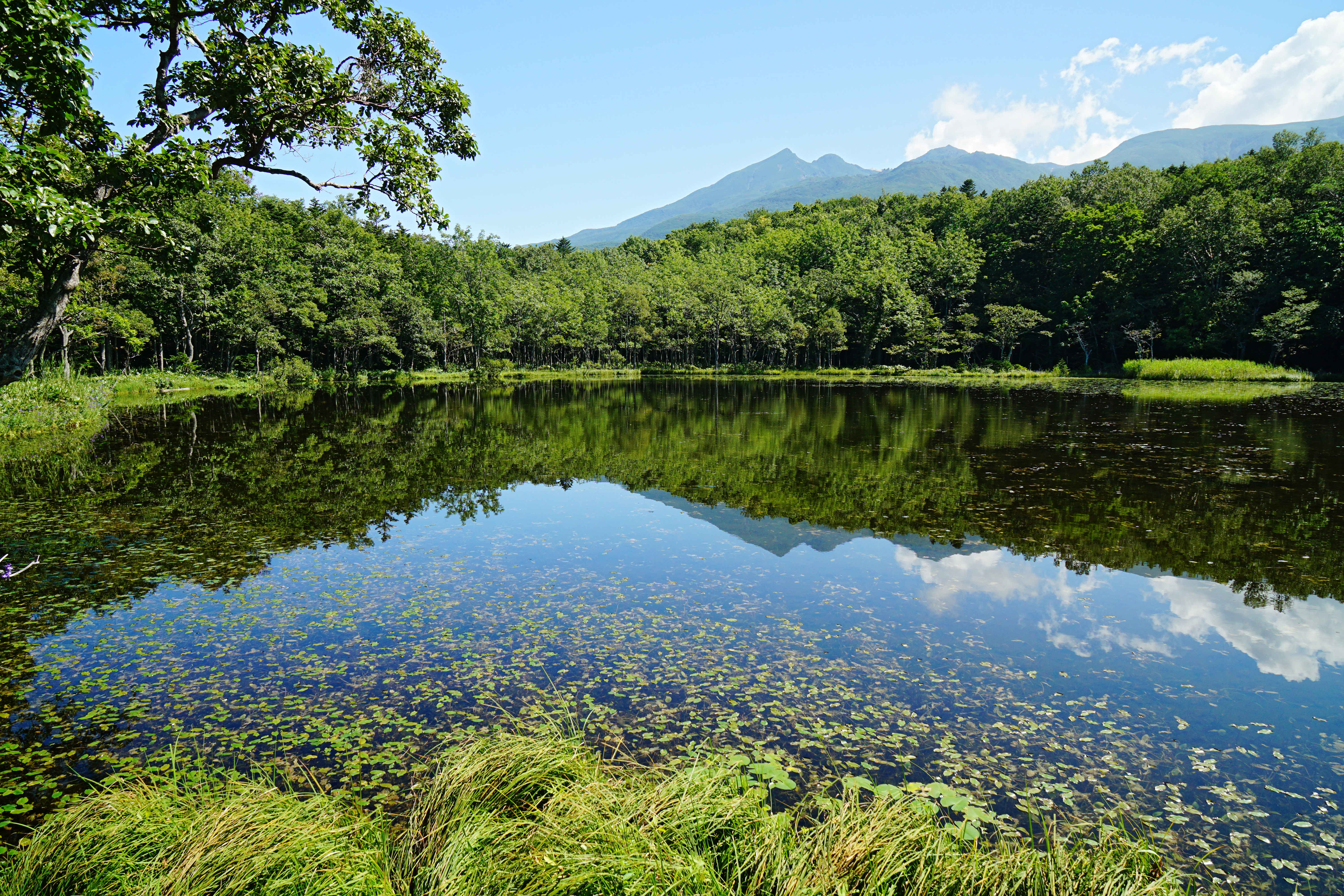
五湖